# NGC 156
NGC 156은 고래자리 방향에 위치한 쌍성이다.

## 같이 보기
- 신판일반목록
- 신판일반목록 천체 목록